# Riverton/Aparima

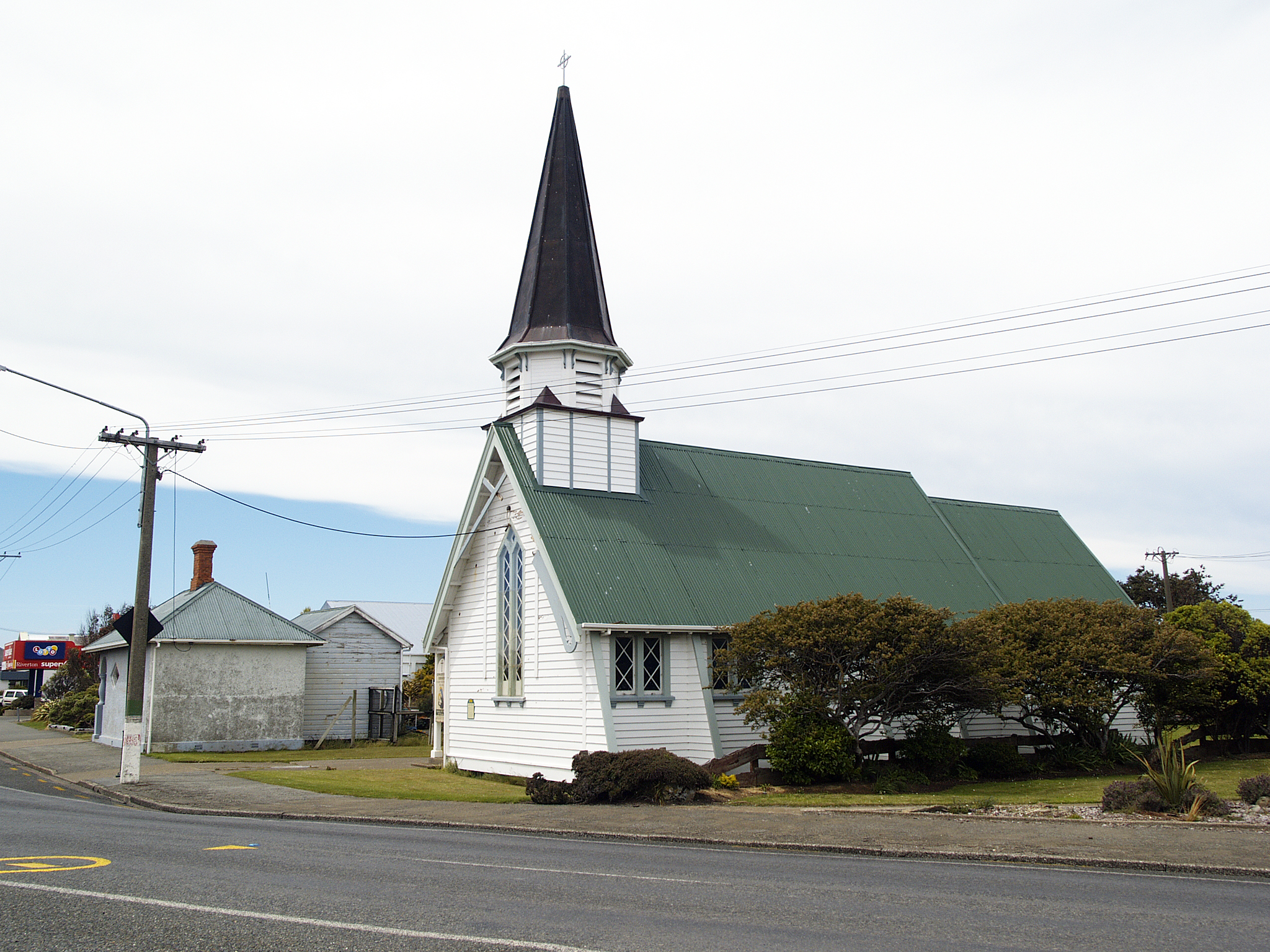
St Mary's Church

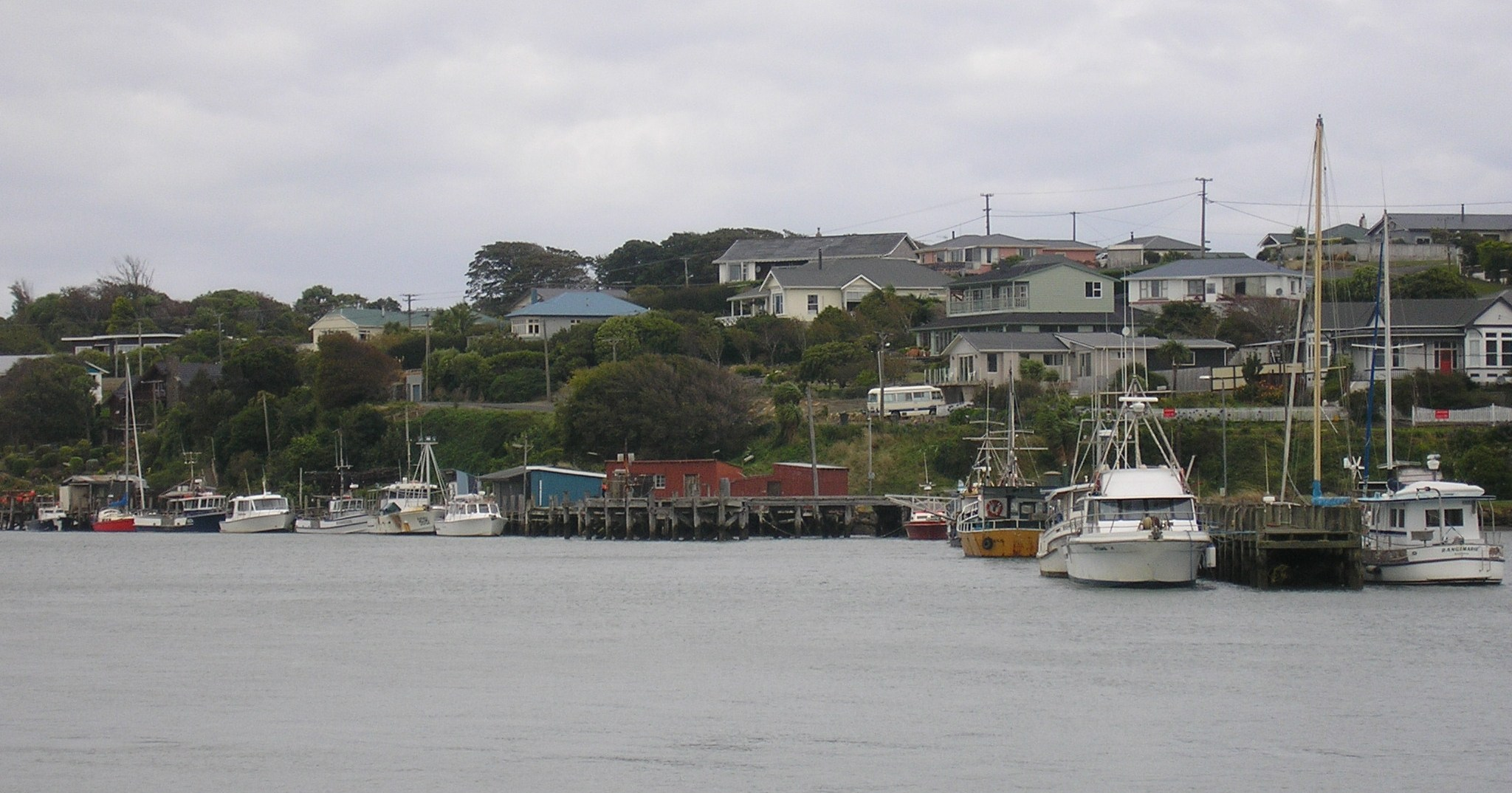
Fischerboote im Hafen von Riverton/Aparima

Riverton/Aparima ist eine kleine Hafenstadt im Southland District der Region Southland auf der Südinsel von Neuseeland.

## Geographie
Der Ort befindet sich rund 26 km westnordwestlich von Invercargill an der Mündung des Aparima River, der an dem Ort in die Foveaux Strait mündet. Am westlichen Ende einer langgezogenen Bucht liegend bietet der Hafen in der Flussmündung des Aparima River Schutz vor der rauen Foveaux Strait. Nördlich des Stadtgebietes befindet sich im Zusammenfluss des Pourakino Rivers und des Aparima Rivers das Jacobs River Estuary, ein flaches durch die Gezeiten beeinflusstes Inlett. Durch den Ort führt der New Zealand State Highway 99, der hier auch Teil der Southern Scenic Route ist. Stewart Island, die drittgrößte Insel Neuseelands, befindet sich 45 km südlich der Hafenstadt.

## Geschichte
Riverton gilt als die älteste Pākehā-Siedlung in Southland und Otago. Lange bevor europäische Siedler in die Gegend kamen, war der Ort ein Pā (Dorf) der Māori und nannte sich Aparima. Europäische Walfänger nannten das Dorf Jacobs River, nach einem Māori-Chief des Dorfes, dem sie den Spitznamen „Old Jacob“ gegeben hatten. Um 1836 kam Kapitän John Howell, gründete mit Zustimmung der örtlichen Māori eine Walfangstation und heiratete 1838 die Tochter des Ngati-Mamoe Chief von Raratoka Island, einer vorgelagerten Insel. Howell investierte in Walfang und Schiffsbau und gründete die Stadt Riverton, die am 9. Juni 1879 die Stadtrechte bekam. Ein Denkmal aus Stein erinnert noch heute in dem Ort an den Stadtgründer.
Am 9. Juni 1878 wurde eine Eisenbahnzweiglinie von Invercargill nach Riverton eröffnet. In den folgenden Jahrzehnten erweiterte man die Linie bis nach Tuatapere und nannte sie Tuatapere Branch. Am 30. Juli 1976 wurde die Linie von Tuatapere bis Riverton stillgelegt und in Riverton Branch umbenannt. Man hoffte damals, dass Holztransporte für den weiteren wirtschaftlichen Betrieb der Linie ausreichen würden. Diese Erwartungen erfüllten sich nicht, so dass die Strecke nach Riverton am 15. Januar 1978 auch stillgelegt wurde. Ihre Stahlfachwerkbrücke und der Bahndamm wurden 2001 abgerissen.

## Bevölkerung
Zum Zensus des Jahres 2013 zählte der Ort 1431 Einwohner, 5,2 % weniger als zur Volkszählung im Jahr 2006.

## Wirtschaft
Milchwirtschaft, Schaf- und Schweinezucht stellen heute die Haupterwerbszweige des Ortes und seiner Umgebung dar. Als weitere Erwerbsquellen kommen Fischfang und Holzwirtschaft hinzu. Die ausgedehnten Strände und einige Freizeit- und Erholungsmöglichkeiten machen Riverton/Aparima für Naherholungstouristen attraktiv.

## Bildungswesen
Der Ort hat eine Grundschule, die (Riverton Primary) und eine High School, das (Aparima College).

## Sehenswürdigkeiten
- Riverton Rocks mit den Buchten Mitchells Bay und Hendersons Bay
- Taramea Bay ein Strand mit einer Strandmuschel für Veranstaltungen
- das Reservat Mores Reserve mit Wanderwegen und guten Aussichtspunkten
- The Big Paua eine große Paua-Schale, die durch eine örtliche Souvenirfirma aufgestellt wurde
- The Viewing Platform eine von der Gemeindeverwaltung gebaute große Aussichtsplattform, die wegen ihrer Kosten zu Kontroversen in der Gemeinde geführt hat.

Weitere Sehenswürdigkeiten in der Nähe sind die Buchten Colac Bay, Orepuki mit der Insel Monkey Island und Pahia mit Cosy Nook und Porridge.